# Jean-Guillaume Hyde de Neuville
Jean-Guillaume Hyde de Neuville, född 24 januari 1776, död 28 maj 1858, var en fransk baron och politiker.
Hyde de Neuville var en ivrig försvarare av emigranterna och föreslog Napoleon att återkalla bourbonerna. Han flydde senare till USA, återvände till Frankrike 1814, och blev 1815 deputerad. Hyde de Neuville var fransk minister i Washington 1816–1823, därefter i Lissabon, och åter deputerad 1822–1830. Han var marinminister i  Jean-Baptiste Sylvère Gaye de Martignacs regering 1828–1829. Hyde de Neuvilles Mémoires et souvenirs utgavs 1888–1890.